# Mark Twain
Mark Twain, pseudonimo di Samuel Langhorne Clemens (Florida, 30 novembre 1835 – Redding, 21 aprile 1910), è stato uno scrittore, umorista, aforista e docente statunitense autore di capolavori riconosciuti della letteratura statunitense del XIX secolo, come Le avventure di Tom Sawyer e Le avventure di Huckleberry Finn, entrati nell'immaginario collettivo e che hanno avuto numerose trasposizioni televisive e cinematografiche.
È considerato una tra le maggiori celebrità statunitensi del suo tempo: William Faulkner scrisse che fu il "primo vero scrittore statunitense".
Twain dovette lavorare fin da giovane in quanto orfano di padre, e cominciò la sua carriera come giornalista e poi come scrittore di racconti umoristici, finendo per divenire, dopo alcune travagliate vicende personali (come la morte di un fratello, della moglie, di due delle sue tre figlie adulte e del caro amico Henry Rogers, avvenute quasi tutte durante la difficile vecchiaia dello scrittore), un severo, sarcastico e irriverente cronista delle vanità, sferzante contro ogni ipocrisia e crudeltà umana, nonché critico delle religioni, con un fondo di pessimismo, cinismo ironico e di misantropia.
A metà carriera, con Huckleberry Finn, combinò fine umorismo, solida narrativa e critica sociale, a un livello senza rivali nel vasto ambiente della letteratura americana.

## Origine del nome
Dati i trascorsi da pilota dei battelli a vapore sul Mississippi, fatto di cui era orgoglioso, è ritenuto che lo pseudonimo che si attribuì - Mark Twain - derivi dal grido in uso nello slang della marineria fluviale degli Stati Uniti d'America per segnalare la profondità delle acque: by the mark, twain, ovvero: dal segno, due (sottinteso tese). Tale grido indica una profondità di sicurezza (appunto due tese, circa 3,7 metri). Utilizzò anche altri pseudonimi, come "Sieur Louis de Conte", usato per firmare la biografia di Giovanna d'Arco. Il termine "Mark" fa riferimento alla misurazione della profondità delle acque (ma è ambivalente essendo anche un nome proprio), mentre "Twain" è la forma arcaica (old english) di "Two" (due), quindi il barcaiolo gridava "Mark Twain!" o meglio "by the Mark Twain!" che significa "dal segno [la profondità] è due tese" ovvero "l'acqua è profonda 12 piedi, è sicuro passare".
Twain utilizzò vari pseudonimi prima di adottare definitivamente Mark Twain. Fino al 1863 firmava i suoi abbozzi umoristici e fantastici con il nome Josh. Si servì inoltre di Thomas Jefferson Snodgrass per alcune lettere umoristiche.

## Biografia

### Infanzia e gioventù (1835-1862)

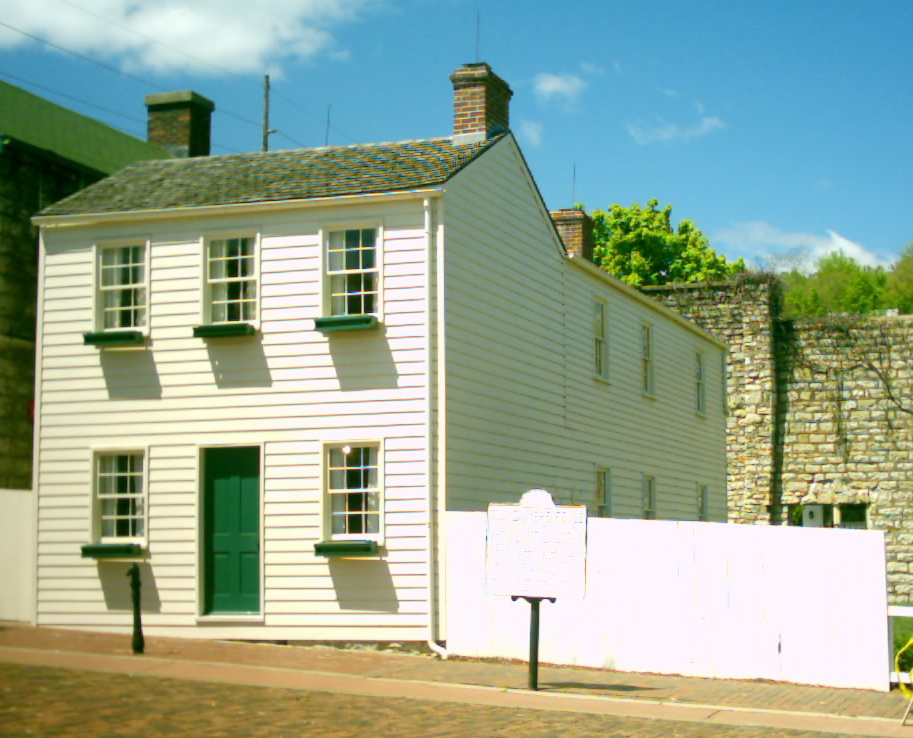
Hannibal: la casa della fanciullezza di Mark Twain (e di Tom Sawyer)

Mark Twain nacque a Florida (Missouri), e crebbe a Hannibal nello Stato del Missouri, figlio di Jane (nata Lampton, 1803-1890), nativa del Kentucky, e John Marshall Clemens (1798-1847), un virginiano di nascita. I suoi genitori si erano conosciuti quando il padre si trasferì nel Missouri e si sposarono alcuni anni dopo, nel 1823. Fu il sesto di sette figli, ma solo tre di loro superarono l'infanzia: suo fratello Orion (1825-1897), Henry (1838-1858), morto in un'esplosione del battello con cui lavorava insieme a Twain, e Pamela (1827-1904).
Sua sorella Margaret (1833-1839) morì quando lui aveva tre anni, e suo fratello Benjamin (1832-1842) morì tre anni dopo. Un altro fratello, Pleasant (1828-1829), morì a sei mesi. Twain nacque due settimane dopo il massimo avvicinamento alla Terra della cometa di Halley, fatto che lui ricorderà spesso. Quando aveva quattro anni, la famiglia si trasferì ad Hannibal, una città portuale sul fiume Mississippi che gli ispirerà la città immaginaria di St. Petersburg di Tom Sawyer e Huckleberry Finn.
Il Missouri era uno stato schiavista ed il giovane Twain ebbe familiarità con l'istituzione della schiavitù, un tema che avrebbe poi esplorato nella sua scrittura. Il padre di Twain, John, esercitava come avvocato e giudice. Nel 1847, quando Twain aveva 11 anni, suo padre morì di polmonite. L'anno successivo, Samuel divenne apprendista di una stamperia. Nel 1851 iniziò a lavorare come tipografo e collaboratore di articoli umoristici per l'Hannibal Journal, un giornale fondato da suo fratello Orion. A 18 anni lasciò Hannibal, per lavorare a New York, Filadelfia, St. Louis e Cincinnati.

### La vita sul Mississippi e i viaggi di formazione (1863-1870)

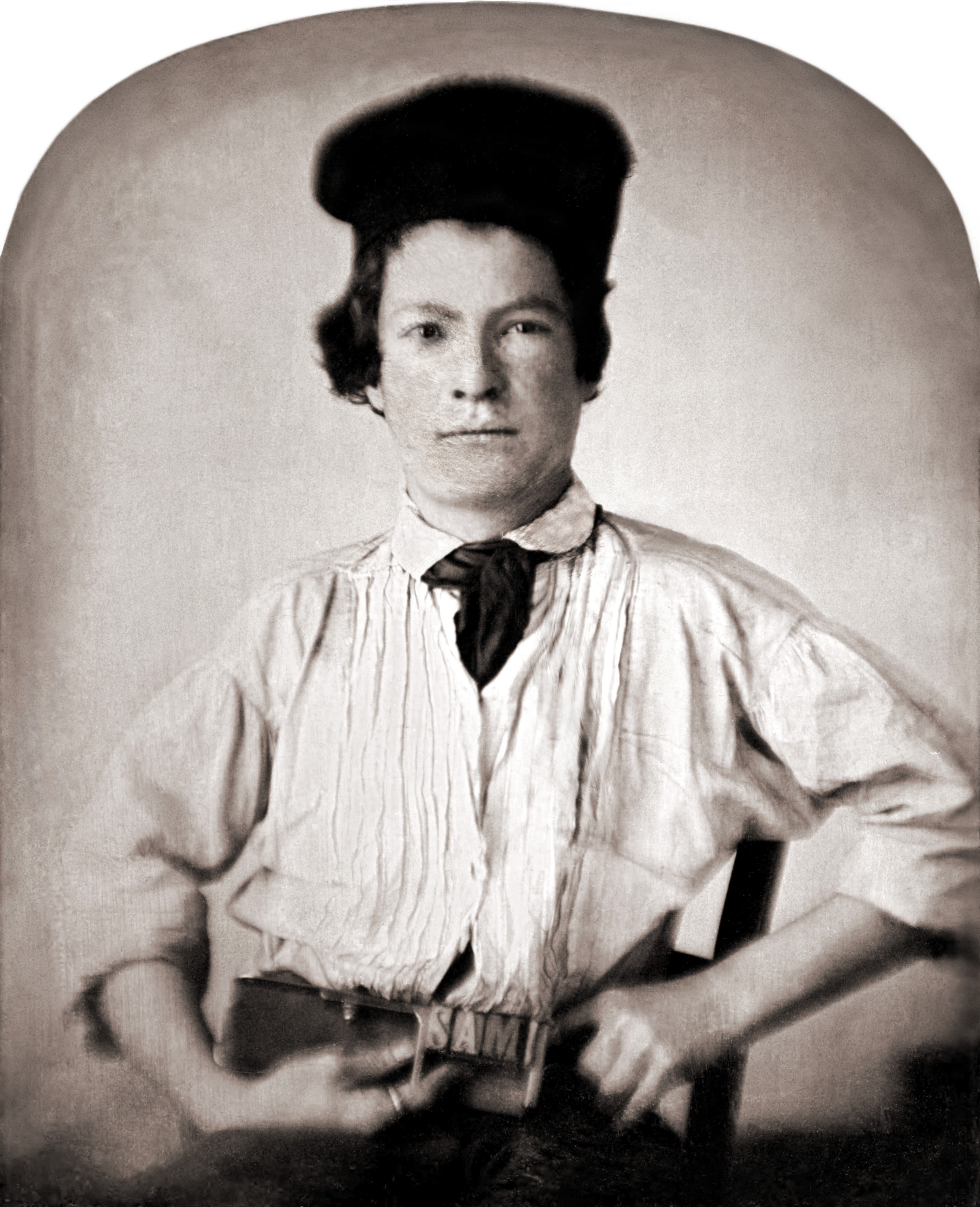
Samuel Langhorne Clemens a 15 anni

In un viaggio verso New Orleans lungo il Mississippi, conobbe Horace E. Bixby, pilota di battello, che fece crescere in Twain il desiderio di diventare un pilota egli stesso. Come Twain osservò in Vita sul Mississippi, il pilota superava il capitano di un battello a vapore in prestigio e autorità, ed era una professione gratificante con salari fissati a 250 dollari al mese. Twain si esercitò e studiò per più di due anni prima di poter avere la licenza nel 1859. Da questa occupazione trasse appunto il suo pseudonimo, originato da "Mark Twain" ("marca due", cioè "segna due"), il grido in gergo fluviale che segnalava la profondità del fiume.
Samuel convinse anche suo fratello minore Henry a lavorare con lui. Henry però morì poco dopo a causa di un incidente, un'esplosione della caldaia del battello. Twain affermò di aver sognato la morte del fratello, un mese prima, e questo lo portò ad interessarsi di parapsicologia. Tuttavia egli non cessò di ritenersi responsabile per il resto della sua vita. Continuò a lavorare sul fiume fino alla guerra civile statunitense, quando il traffico fluviale si ridusse.
Portato dal suo stesso precedente mestiere di giornalista ad alimentare l'interesse per la letteratura, cominciò a scrivere alcune novelle, che vennero pubblicate dai giornali presso i quali era stato impiegato.

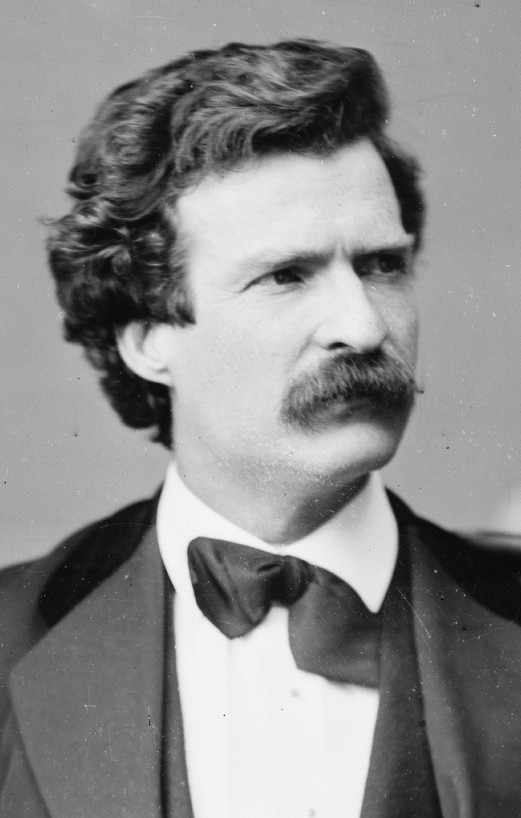
Mark Twain nel 1871

La vita che egli condusse, dal 1857 al 1861, sul Mississippi, sarebbe diventata però il tema ricorrente nelle sue opere. Nel 1861, pur essendo avverso allo schiavismo, si arruolò in un battaglione di confederati, ma poco dopo disertò e abbandonò i "volontari" sudisti. Nel 1863, ritornato al lavoro di giornalista, incontrò l'umorista Artemus Ward che lo incoraggiò a scrivere.
Il primo libro di Clemens fu una raccolta di novelle intitolata Il ranocchio saltatore, del 1865. Tra il 1863 ed il 1865, dopo la fine della Guerra civile statunitense, avvenne la sua vera e propria formazione: viaggiò per tutto il paese, intraprese diversi lavori e conobbe la gente ed i loro costumi e modi di parlare, che si riflettono nel linguaggio nei suoi romanzi.
Dopo essersi trasferito in California nel 1865, Twain divenne un cercatore d'oro e un minatore, per poi darsi definitivamente alla carriera di giornalista freelance e reporter a San Francisco, e naturalmente a quella di scrittore.

#### Twain in Europa, Italia e Palestina
Intorno al 1866-67 visitò le Hawaii e poi varcò l'oceano Atlantico, visitando molti paesi, tra cui Francia, Italia e Palestina. Critica un certo culto dell'antico del vecchio continente (ma anche la rovina di Pompei e lo stato di abbandono e degrado dei Fori Imperiali di Roma e quello di Venezia), la decadenza generale, la chiesa cattolica e la superstizione popolare cattolica (osservata soprattutto a Napoli), mentre è particolarmente colpito dal Duomo di Milano, elogia il fascino del lago di Como, del Vesuvio e del centro storico di Genova, e rimane affascinato dall'operosità e dalla vita della borghesia.
A Firenze si interessa poco dei dipinti, e rimpiange di non avere una cultura artistica, criticando il fatto che negli Stati Uniti d'America "non viene insegnata".
Tornerà in Italia nel 1893, risiedendo a Settignano (attualmente frazione del comune di Firenze), e nel 1903, ma quest'ultima volta si fermerà per un periodo di un anno a Firenze per goderne il clima con la moglie (la cui salute malferma la porterà alla morte nella città toscana), e si dedicherà allo studio della lingua italiana dal vivo. In Palestina, parte ancora dell'Impero ottomano, rimase colpito spiacevolmente dalla desertificazione e dall'assenza di qualunque città, a parte Gerusalemme: "La Palestina è desolata e brutta", afferma. Tornato negli USA nel 1868, dopo il successo dei suoi primi lavori sposò Olivia Langdon nel 1870 e si trasferì a Hartford nel Connecticut. Durante questo periodo egli tenne spesso conferenze e lezioni in università statunitensi e britanniche.

### Il successo letterario e l'attività intellettuale (1870-1890)
Il contributo più grande di Twain alla letteratura americana è spesso considerato il romanzo picaresco Le avventure di Huckleberry Finn (1884), seguito da Le avventure di Tom Sawyer, un libro per ragazzi. Ernest Hemingway disse: «Tutta la letteratura moderna statunitense viene da un libro di Mark Twain, Huckleberry Finn. (...) Tutti gli scritti Americani derivano da quello. Non c'era niente prima. Non c'era stato niente di così buono in precedenza.» Altrettanto famosi sono il fanta-storico Il principe e il povero, Un americano alla corte di re Artù (esempio di fantascienza umoristica) e il realista e autobiografico Vita sul Mississippi.
Twain fu un maestro nel tradurre la conversazione colloquiale e nel creare e diffondere una letteratura specificatamente americana, costruendo tematiche e linguaggi espressivi americani. Twain fu celebre anche per i suoi aforismi; uno dei suoi tipici paradossi recita: «Se tuo nonno non ha avuto figli e tuo padre neppure, è abbastanza improbabile che tu possa averne.»

#### Censure subite
In anni successivi alla sua morte, fino ad epoche contemporanee, ci furono tentativi di "mettere all'indice" Huckleberry Finn da varie biblioteche a causa dell'uso di termini di uso popolare (come "negro/nigger") che offendevano alcuni e considerate politicamente scorrette. Twain in realtà era contro il razzismo, il colonialismo e l'imperialismo della maggioranza dei suoi contemporanei, come emerge da molti passaggi del suo Seguendo l'Equatore, diario di viaggio del 1897 (per esempio, dai suoi commenti sprezzanti su Cecil Rhodes).

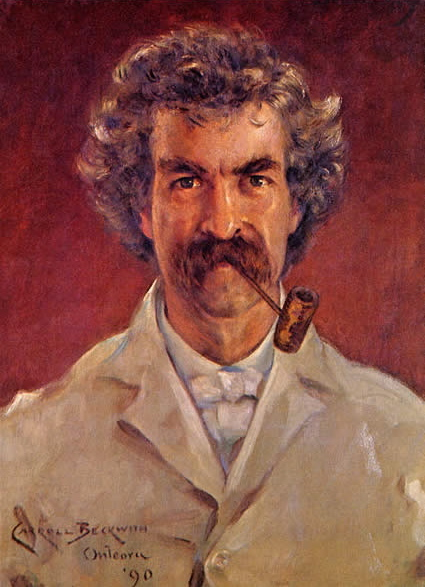
Twain ritratto da James Carroll Beckwith (1890)

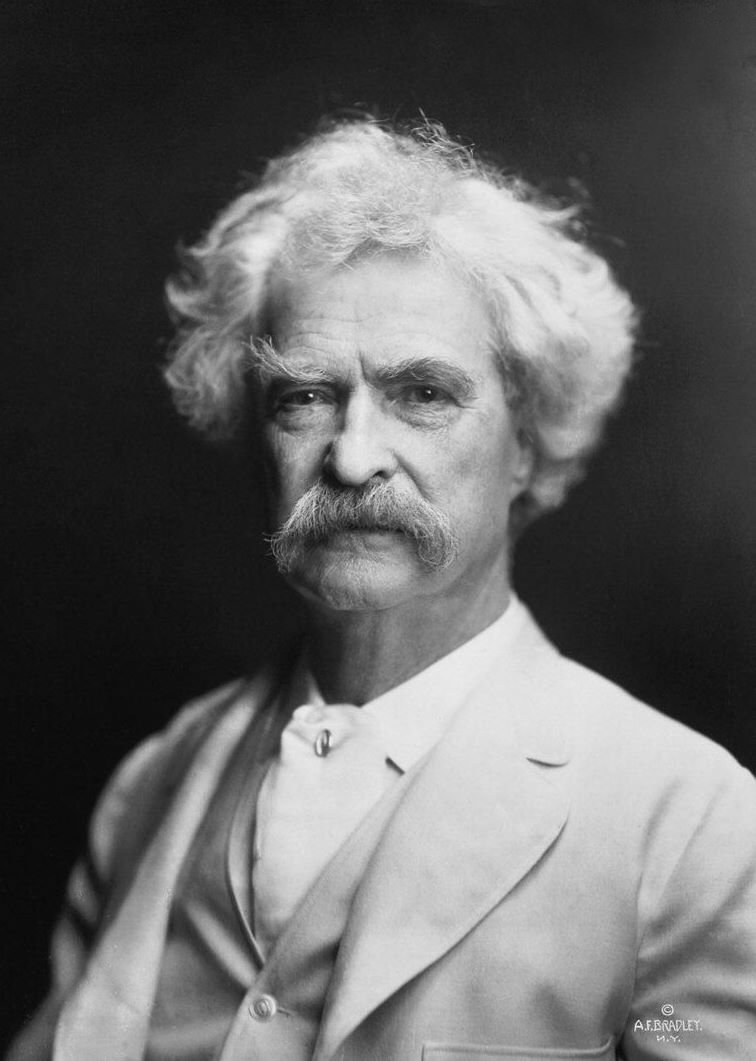
Twain nel 1900

Solo un'analisi superficiale del suo lavoro potrebbe portare a sospettarlo di razzismo per quella che è in effetti nient'altro che la precisa descrizione del linguaggio di uso comune negli Stati Uniti d'America nel XIX secolo. Twain stesso avrebbe probabilmente sorriso di queste accuse; nel 1885, quando una biblioteca escluse il libro, egli scrisse al suo editore: «Hanno espulso Huck dalla loro biblioteca come spazzatura buona per la periferia. Questo ci farà vendere 25000 copie, di sicuro.»
Molti dei lavori di Mark Twain sono stati soppressi ai suoi tempi.
Il 1880 vide la pubblicazione di un piccolo volume 1601: Conversation, as it was by the Social Fireside, in the Time of the Tudors Twain fu indicato come autore da indiscrezioni, ma questo non fu confermato fino al 1906 quando Twain stesso rivendicò la paternità di questo capolavoro escatologico. Twain vide 1601 pubblicato quando era ancora in vita.
Twain durante la guerra ispano-americana scrisse anche un articolo contro la guerra intitolato The War Prayer (Pregare in tempo di Guerra). Questo fu inviato alla rivista Harper's Bazaar per la pubblicazione, ma il 21 marzo 1905 venne rifiutato perché "non adatto a una rivista femminile". Otto giorni più tardi Twain scrisse al suo amico Dan Beard, il quale aveva già letto l'articolo, "non penso che verrà pubblicato finché vivrò. Solo ai morti è permesso di dire la verità".
A causa di un contratto di esclusività che lo legava alla casa editrice Harper & Brothers, Mark Twain non poté pubblicarlo con altri editori e così rimase inedito fino al 1923. Le più controverse discussioni umoristiche di Mark Twain tenute nel 1879 allo Stomach Club di Parigi intitolate Some Thoughts on the Science of Onanism (Riflessioni sulla scienza dell'onanismo) si concludono con la riflessione "Se devi giocare la tua vita sessualmente, non giocare una mano da solo troppo a lungo". Questo lavoro non fu pubblicato fino al 1943 ed anche allora solo in una edizione limitata di cinquanta copie.

#### L'interesse per la scienza e la tecnica

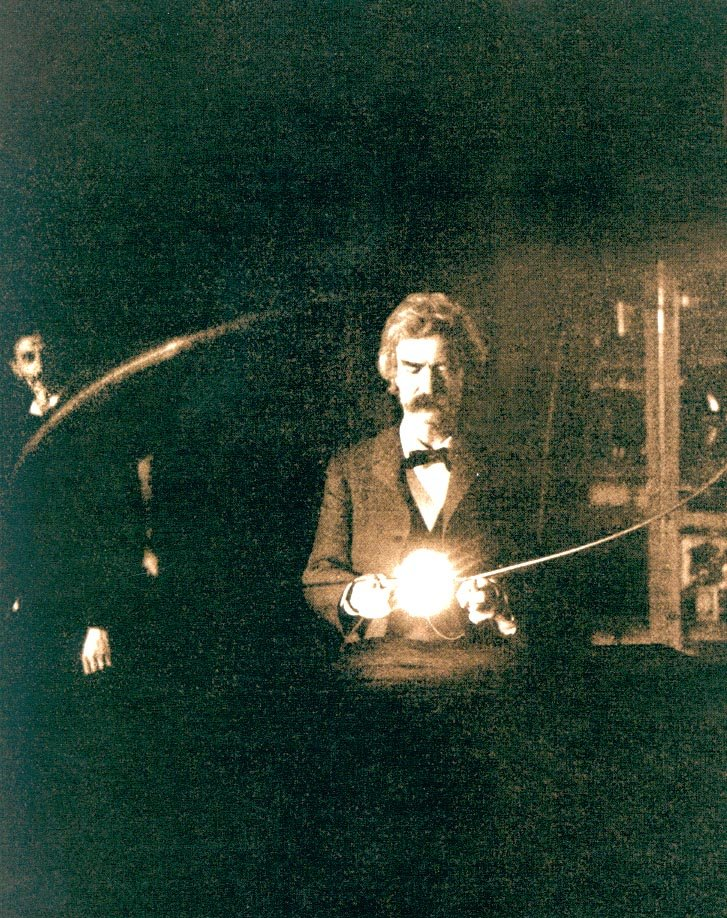
Twain nel laboratorio di Nikola Tesla, primavera 1894

Twain era anche affascinato dalla scienza e dal metodo scientifico. Infatti ebbe una stretta e lunga amicizia con il fisico serbo-croato Nikola Tesla, autore di molte invenzioni e idee fortemente innovative. Essi passarono molto del loro tempo assieme nei laboratori di Tesla come pure in altri luoghi. Un americano alla corte di Re Artù è una delle opere che risentono di questo influsso: racconta infatti la storia di un contemporaneo di Twain che viaggia nel tempo e che utilizza la sua conoscenza della scienza per introdurre la tecnologia moderna ai tempi di Re Artù.
Twain era inoltre appassionato di invenzioni tecniche; brevettò un "Miglioramento delle cinghie regolabili e staccabili per gli indumenti" (per bretelle e reggiseni); il Memory-Builder, gioco da tavolo per memorizzare lezioni di storia; ed ebbe successo lo Scrapbook adesivo, un album per ritagli, foto e cartoline le cui pagine erano preparate con un adesivo secco da inumidire.

#### Posizioni religiose
(Mark Twain)
Alla fine della sua vita la famiglia di Twain distrusse alcuni di quei lavori specialmente quelli irriverenti verso le religioni, per esempio alcuni manoscritti di Lettere dalla Terra (in originale Letters from the Earth), che non venne pubblicato fino al 1962, oppure l'anti-religioso The Mysterious Stranger (Lo straniero misterioso) pubblicato nel 1916.
Twain era fortemente scettico e anticlericale, sebbene di famiglia calvinista presbiteriana, discendente da puritani (la figlia avrebbe in seguito aderito al cristianesimo scientista).
Secondo Clara Clemens il padre credeva che esistesse "qualcosa dopo la vita" per molto tempo durante la sua esistenza, anche se alcune volte si espresse affermando il contrario; fatto sta che quando parlava di Dio si esprimeva sempre con profondo sarcasmo, ironizzando e deridendo le concezioni bibliche e utilizzandone i personaggi per i propri ragionamenti. Lo scrittore era inoltre massone, iniziato come "apprendista" il 22 maggio 1861 nella loggia "Polar Star" n. 79 di St. Louis, a 26 anni, successivamente venne promosso "libero muratore" il 12 giugno, ed infine "maestro" il 10 luglio. Provava però simpatia per alcune figure religiose, come Giovanna d'Arco, della quale scrisse la biografia. Da sempre tendente all'irreligiosità, spesso accostato al deismo, a causa di dolorose vicende familiari, personali e di quelle umane e mondiali, secondo molti critici negli ultimi anni di vita era praticamente ateo o perlomeno agnostico,, con tendenza al misoteismo, ossia la credenza che se Dio esiste sia malvagio.
(Mark Twain)
(da Lettere dalla Terra)

#### Le posizioni anti-imperialiste
Alle sue sfortune finanziarie contribuì non poco l'ostracismo subito per le sue critiche all'imperialismo statunitense: prima del 1899 egli aveva supportato la politica estera tenuta dal governo, ma se ne era lentamente allontanato. Dal 1899 in poi fu uno strenuo oppositore dell'imperialismo statunitense, propugnato dai politici sostenitori della teoria del "destino manifesto"; Twain fu una delle figure di spicco della lega anti-imperialista, che si oppose all'annessione delle Filippine agli Stati Uniti d'America. Egli scrisse Incidente nelle Filippine, pubblicato postumo nel 1924, in risposta al massacro di Moro Crater, nel quale vennero uccisi seicento Moro.
Era un membro attivo della Lega, costituitasi nel 1898, di cui fecero parte personalità come Henry James, Ambrose Bierce, il filosofo John Dewey ed il poeta Edgar Lee Masters. Per le sue posizioni antimperialiste, Mark Twain subì una vera e propria emarginazione negli ultimi anni di vita, tanto che molti suoi scritti politici rimasero del tutto ignorati e non furono pubblicati dopo la sua morte, se non molti anni dopo. Twain, patriota fervente in gioventù, arrivò a commentare: «Scoperta dell'America. Certo, è stato bellissimo trovare l'America; ma perderla sarebbe stato ancora più bello.»

#### I diritti civili e l'impegno sociale

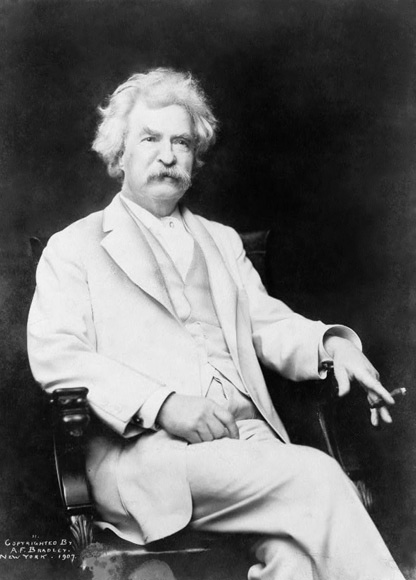
Mark Twain in poltrona con il celebre sigaro (1907)

Sebbene in una lettera del 1871 avesse preso una posizione possibilista sulla liceità della pena di morte, già nel 1868 aveva scritto il resoconto dell'impiccagione di un assassino e rapinatore, e il turbamento che aveva destato in lui quello spettacolo, cosa che negli anni successivi lo fece diventare un convinto abolizionista, così come lo era stato contro lo schiavismo: 
Fu da sempre un sostenitore dei diritti dei neri e un oppositore instancabile del razzismo in ogni sua forma, anche se in gioventù non aveva una buona opinione dei nativi americani.
Sebbene non si dichiarasse esplicitamente socialista, supportò il movimento laburista, oltre che i diritti delle donne e delle minoranze. Queste posizioni vengono citate poco anche nei corsi di letteratura moderni, preferendo concentrarsi sul Twain meno "rivoluzionario".
Parlando ad un incontro sindacale affermò: «Chi sono gli oppressori? I pochi: il re, il capitalista, e una manciata di altri sorveglianti e sovrintendenti. Chi sono gli oppressi? La maggior parte: le nazioni della Terra, personaggi degni di nota, i lavoratori, quelli che producono il pane che l'inattivo dalle mani morbide mangia.» Si oppose alla vivisezione per motivi di principio morale, sostenendo i diritti degli animali. La sua obiezione non era su una base scientifica, ma piuttosto un problema etico, come egli affermò. Citava in particolare il dolore causato all'animale come suo fondamento della sua opposizione:

### La famiglia

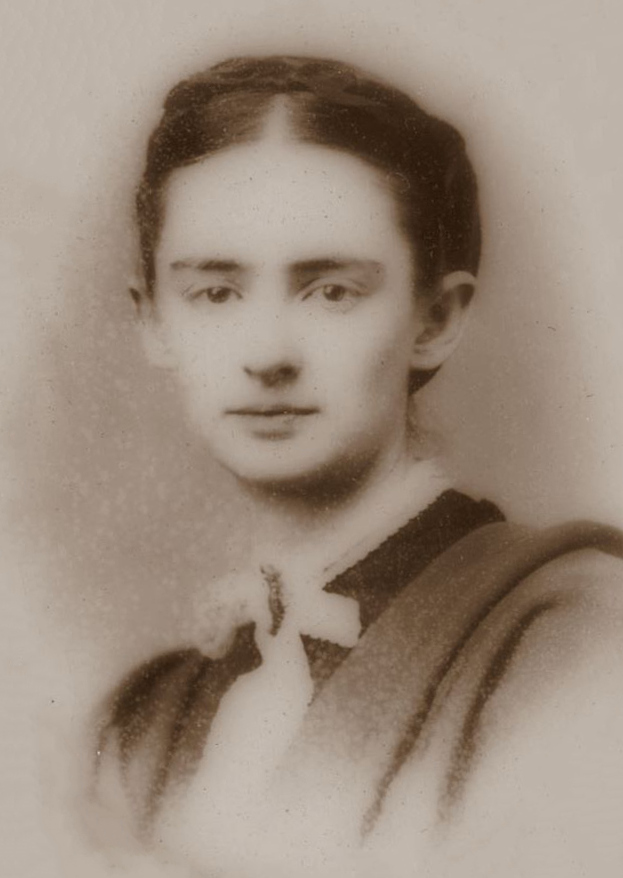
Olivia Langdon Clemens, moglie di Mark Twain

La vita privata di Twain fu tribolata e difficile. La malattia precoce e la morte del figlio, e la morte di due figlie su tre, anch'esse sofferenti di gravi malattie (sebbene fosse frequente all'epoca, ricordiamo che tre fratelli di Twain non raggiunsero l'età adulta), contribuirono all'aggravarsi del pessimismo innato di Twain, dovuto anche alla difficile gioventù (orfano di padre, perse il fratello in un incidente col battello), e risultano importanti al fine di comprendere alcuni aspetti della sua opera. 

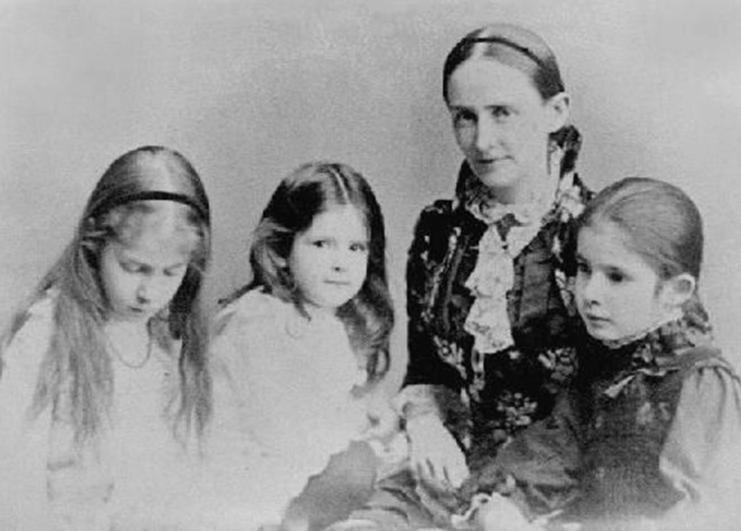
Clara, Jean, Livy e Susy Clemens (1880)

Twain sposò nel 1870 Olivia Langdon detta Livy (morta nel 1904 a Villa di Quarto, Firenze) con cui ebbe quattro figli, un maschio (morto piccolo) e tre femmine:
- Langdon (1870), nato con problemi di salute, e morto ad appena un anno di difterite o polmonite nel 1871.
- Susan detta Susy (1872), di salute fragile, morta di meningite spinale nel 1896, mentre il padre e la madre erano impegnati in un tour di conferenze in Australia e in Europa[55].
- Clara (1874), l'unica che sopravvisse al padre, morì in tarda età nel 1962; si sposò due volte, la prima nel 1909, ed ebbe una figlia, Nina Clemens Gabrilowitsch (1910-1966), nata poco dopo la morte di Twain[56]; Clara fu attiva come cantante, nonostante una menomazione a causa della caduta da un albero avvenuta da giovane, che l'aveva costretta all'amputazione di una gamba[57].
- Jean (1880), malata di epilessia, morta annegata in seguito ad un infarto avuto nella vasca da bagno, e causato primariamente da una crisi epilettica, il 24 dicembre 1909 (pochi mesi prima della morte di Twain, avvenuta nell'aprile 1910)[58].

Twain ebbe anche una controversa relazione con Isabel Lyon, la sua segretaria che aveva 28 anni meno di lui, la quale, dopo la morte della moglie, tentò di sposarlo e relegare Clara in una casa di cura; alla fine, lei e l'uomo che aveva sposato tentarono di truffare lo scrittore, che la licenziò nel 1909.

### Ultimi anni (1890-1910)
(Mark Twain sul New York Journal, 2 giugno 1897)
La stella di Twain cominciò a declinare dagli anni successivi al 1890, e alla fine della sua vita egli fu un uomo profondamente depresso, pessimista e disilluso (sebbene il suo intelletto fosse ancora vivace). Contribuirono al peggioramento del suo stato le morti di tre dei suoi quattro figli, unite al decesso della sua amata moglie Olivia Langdon (nel 1904). Gli sopravvisse solo la figlia Clara, che intraprese la professione di cantante contralto.

#### I problemi finanziari e le conferenze
Ebbe inoltre sfortuna negli affari: la sua casa editrice andò in bancarotta, e la spesa per una macchina tipografica (la cui costruzione, oltretutto, rimase incompleta) gli fece spendere inutilmente decine di migliaia di dollari. 
Perse poi, a causa di plagi, i diritti d'autore su molte opere che non aveva fatto pubblicare abbastanza in tempo. Twain collaborò anche alla stesura dell'autobiografia dell'ex presidente degli Stati Uniti Ulysses S. Grant. Vestito da soldato nordista, insieme a un gruppo di uomini in divisa da Sudisti e Nordisti, andò anche a vendere a porta a porta questo libro, per raccogliere fondi a favore della vedova e della sua famiglia.

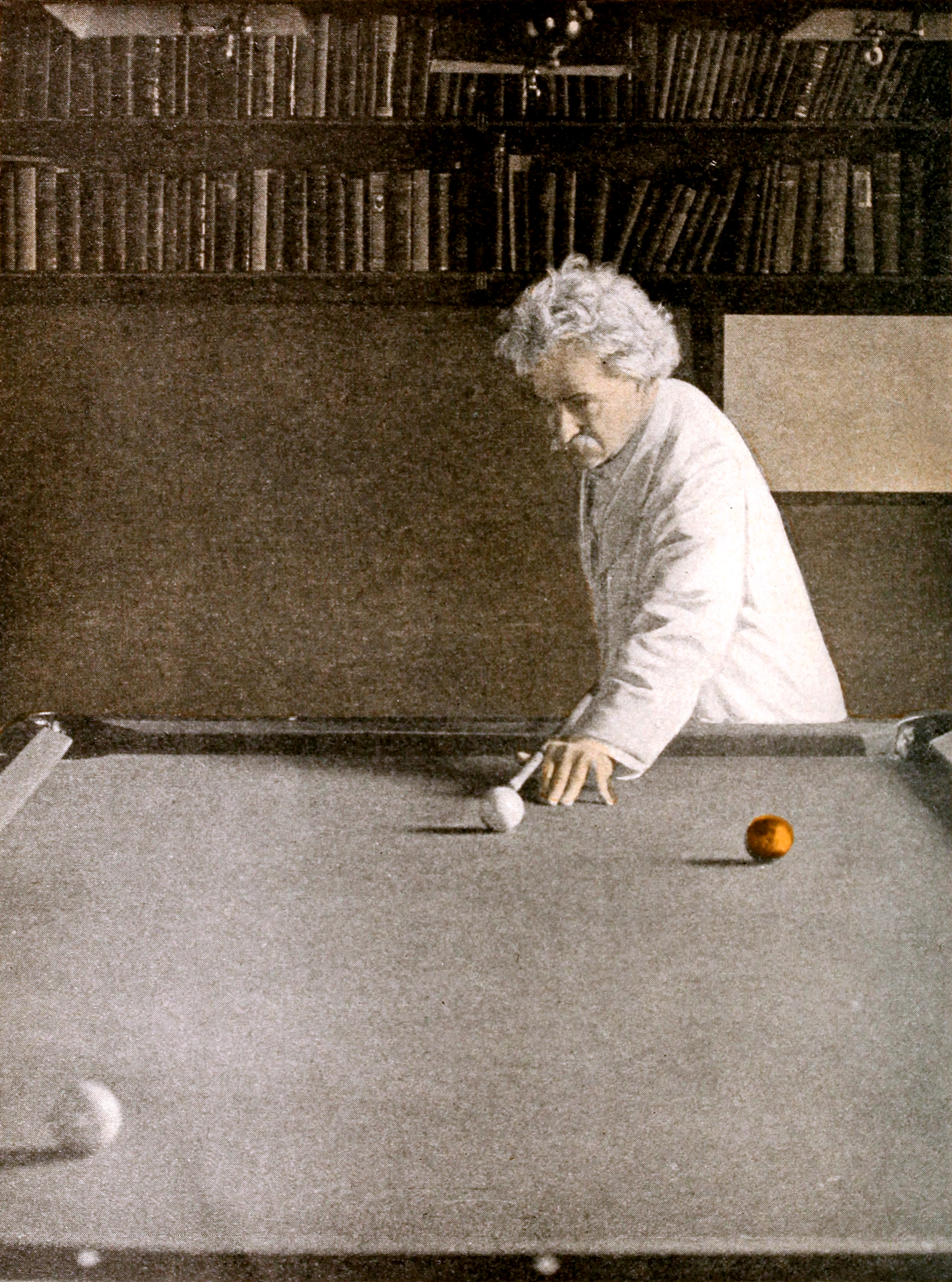
Twain fotografato nel 1908 ad un tavolo da biliardo

Sebbene Twain avesse avuto dei notevoli guadagni attraverso la sua attività di scrittore, questi dissesti gli causarono la perdita di gran parte di essi, ma anche di una parte consistente dell'eredità di sua moglie. La sua casa editrice, Charles L. Webster and Company ebbe un successo iniziale nel vendere le memorie di Grant, ma andò in fallimento poco dopo, perdendo molto denaro con l'insuccesso di una biografia di papa Leone XIII, di cui vennero vendute meno di duecento copie.
Twain aveva accettato un'offerta da Robert Sparrow Smythe, intraprendendo un giro di conferenze intorno al mondo durato un anno, già nel luglio 1895 per pagare i suoi creditori, anche se non aveva più alcun obbligo giuridico di farlo, dato che il suo nuovo amico, il ricco industriale Henry H. Rogers, aveva ripianato i suoi debiti. Il tour sarebbe stato un lungo, faticoso cammino e lui era malato spesso a causa del clima. L'itinerario lo portò alle Hawaii, Figi, Australia, Nuova Zelanda, Sri Lanka, India, Mauritius, Sudafrica e Inghilterra. I tre mesi di Twain in India furono il fulcro di un capitolo di Seguendo l'Equatore.
Nel 1900 fu ospite dell'editore Hugh Gilzean-Reid a Dollis Hill House, nel nord di Londra, Regno Unito. Per quanto riguarda Dollis Hill, Twain scrisse che non aveva «mai visto qualsiasi luogo così soddisfacente»; poi tornò negli Stati Uniti, dopo aver guadagnato abbastanza per pagare i suoi debiti. Twain era spesso richiesto come oratore in alcuni dibattiti, o a tenere discorsi, spesso umoristici, simili a quella che sarebbe diventata la stand-up comedy. Parlò in molti importanti club del mondo, come il Savage Club di Londra dove fu eletto membro onorario. Quando seppe che solo tre uomini erano stati così onorati, tra cui il principe di Galles, commentò: «Beh, questo farà sentire molto bene il principe». Nel 1897, Twain intervenne al Concordia Press Club a Vienna come ospite speciale, dopo il diplomatico Charlemagne Tower jr. Twain tenne il discorso in tedesco, e lo aveva ironicamente intitolato Die Schrecken der deutschen Sprache ("L'orrore della lingua tedesca"). Nel 1897 conobbe il compositore Johann Strauss junior e, nel 1901, Twain fu invitato a parlare alla Cliosophic Literary Society della Princeton University, e anche lì venne nominato membro onorario.

#### L'amicizia con Henry H. Rogers e la fine

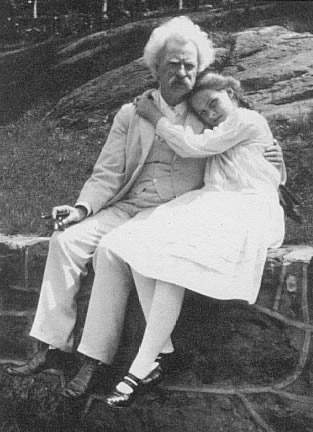
Mark Twain con la giovanissima amica e futura scrittrice Dorothy Quick (1909 circa)

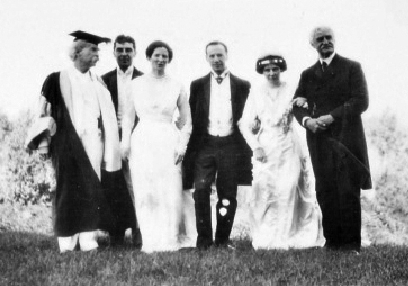
Il matrimonio di Clara Clemens con Ossip Gabrilowitsch (1909); sono presenti anche Jean Clemens, Mark Twain e il cognato

Nel 1893 era stato presentato al famoso industriale Henry H. Rogers, uno dei maggiori azionisti della Standard Oil. Rogers riorganizzò le finanze disastrate di Twain, e i due divennero stretti amici per il resto della loro vita, assidui giocatori di poker e compagni di bevute. La famiglia di Rogers sostituì quella che Twain aveva perso, e lo scrittore frequentò abitualmente la loro casa nella città di New York e la loro tenuta estiva (a Fairhaven nel Massachusetts). Twain prese anche l'abitudine di vestirsi sempre di bianco, come si vede nelle foto scattategli negli ultimi 10 anni di vita.
Inoltre, non avendo nipoti, istituì nel 1906 un club per giovani ragazze tra i 10 e i 16 anni, denominato "Angel Fish and Aquarium Club", dove insegnava lui stesso, oltre ad organizzare giochi e assistere a spettacoli teatrali, e per esse divenne il loro "nonno adottivo": tra le giovani anche Dorothy Quick, futura scrittrice di romanzi fantasy, thriller e horror; conobbe Twain a 11 anni nel 1907, e rimase sua amica fino all'ultimo giorno dello scrittore, ricordandolo sempre con affetto. Nel 1907 Twain e Rogers viaggiarono assieme sullo yacht Kanawha alla volta della Jamestown Exposition a Sewell's Point, nei pressi di Norfolk nello stato di Virginia, tenuta per celebrare il 300º anniversario della fondazione della colonia di Jamestown.
Twain era già gravemente ammalato e nell'aprile del 1909 tornò con Rogers a Norfolk dove fu ospite ed oratore alla sera dedicata alle celebrazioni per il completamento della Virginian Railway (Ferrovia della Virginia), da lui descritta come la meraviglia dell'ingegneria già dai tempi di Dalle montagne al mare. La costruzione della nuova ferrovia era stata completamente finanziata dallo stesso Rogers. Rogers morì improvvisamente a New York meno di due mesi dopo, nel 1909, lo stesso anno in cui Twain perse la figlia Jean e l'altra figlia si sposò. Twain, in treno dal Connecticut per andare a fargli visita, ricevette la notizia della morte dell'amico la mattina stessa da sua figlia Clara (alla Grand Central Station).
La reazione dolorosa è stata largamente descritta: egli fu uno dei portatori del drappo funebre ai funerali dell'amico (avvenuti alla fine di quella settimana). Quando declinò l'invito ad accompagnare la salma (nel trasporto in treno da New York a Fairhaven) per la sepoltura, disse che non avrebbe potuto fare «un così lungo viaggio che conosceva bene e nel quale avrebbe dovuto partecipare alla conversazione». Nella corrispondenza, in seguito pubblicata, tra Twain e Rogers, c'è la prova che la loro intima amicizia, negli ultimi anni, fu benefica per entrambi: Twain apertamente ringraziava Rogers di averlo salvato dalla rovina finanziaria, mentre apparentemente ammorbidiva il duro industriale che si era guadagnato il soprannome Hell Hound Rogers ("Rogers mastino infernale") al tempo della crescita della Standard Oil. Sempre nel 1909 Thomas Alva Edison realizzò l'unico filmato ritraente Mark Twain.

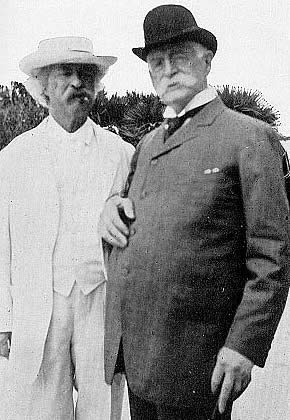
Twain e l'amico Rogers nel 1908

Nonostante il dissesto finanziario subito e una certa misantropia, Twain continuò la sua attività filantropica nei confronti di persone e strati sociali deboli: durante gli anni dell'amicizia con Rogers, Twain sostenne, finanziandola con l'aiuto dell'amico, l'educazione di Helen Keller, giovane scrittrice sordocieca, e dette contributi sostanziali al Dr. Booker T. Washington, medico afroamericano, che si giovò molto dei finanziamenti dell'industriale e di altri celebri filantropi. Dopo la morte di Rogers venne alla luce che il ricchissimo imprenditore aveva finanziato la fondazione di molte piccole scuole rurali e istituzioni di educazione superiori nel Sud degli Stati Uniti d'America per il miglioramento della condizione sociale e l'educazione dei neri, probabilmente sempre su spinta di Twain. Twain e Rogers aiutarono inoltre le vittime del terremoto di San Francisco del 1906.
Mark Twain stesso morì meno di un anno dopo, nel 1909 aveva scritto: «Sono arrivato con la cometa di Halley nel 1835. Tornerà l'anno prossimo e io me ne andrò con lei». Così avvenne: il 21 aprile 1910, il giorno successivo al passaggio della cometa, sarà stroncato da un infarto cardiaco, all'età di 74 anni.
Twain e molti membri della sua famiglia sono sepolti in una collina boscosa nel Woodlawn National Cemetery, ad Elmira, nello stato di New York; la sepoltura si trova, per volontà della figlia, a 12 piedi di profondità (3,7 metri), cioè "due tese" da cui appunto aveva tratto il soprannome "Mark Twain".

## Eredità

### Musei e memoriali

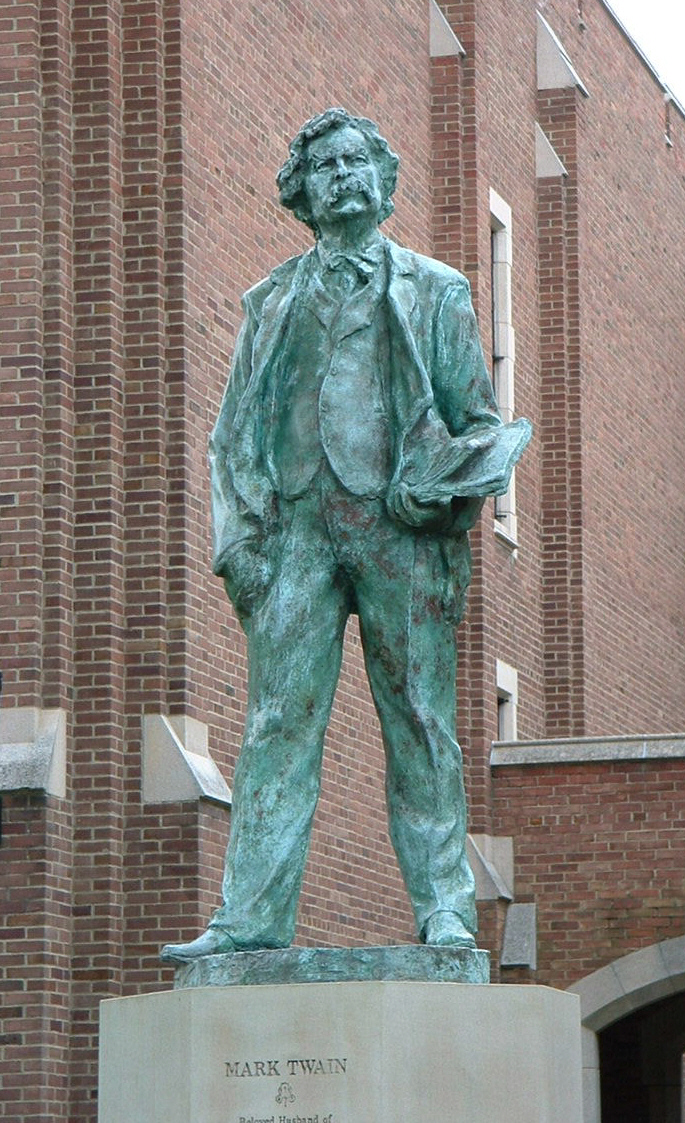
la statua di Mark Twain all'Elmira College campus, Elmira, NY

La casa di Twain a Hartford è un museo a lui dedicato e National Historic Landmark (Luogo di interesse storico nazionale).
Twain visse l'ultima parte del XIX secolo a Elmira nello stato di New York, dove conobbe la moglie e aveva molti ricordi. Un piccolo studio ottagonale regalatogli ai tempi in cui viveva alla fattoria Quarry vicino a Elmira e nel quale scrisse parti di molti lavori si trova adesso nel college di Elmira.
La cittadina di Hannibal vanta come attrazioni la casa della fanciullezza di Twain e le cave che in seguito esplorerà Tom Sawyer nelle sue avventure. Nel parco di Disneyland un battello a vapore è stato battezzato Mark Twain. Nel 2010, in occasione del 100º anniversario della sua morte, la Montblanc gli ha dedicato una edizione limitata di penne.

### Nella cultura di massa
- Negli Stati Uniti la figura dello scrittore rimane così popolare che numerosi attori sono specializzati nell'interpretarlo come "sosia" nelle più varie manifestazioni pubbliche.
- Albino Luciani, futuro Papa Giovanni Paolo I, nel suo libro Illustrissimi,[88] dedica una lettera a Twain, riflettendo sull'essenza della persona a partire da una citazione dello scrittore statunitense, dove scrisse:

- Samuel Langhorne Clemens è uno dei protagonisti del Ciclo del Mondo del Fiume di Philip José Farmer, una serie di romanzi di fantascienza in cui s'immagina che l'umanità risorga in un altro pianeta; in particolare Clemens è il protagonista del secondo volume del ciclo, Alle sorgenti del fiume (The Fabulous Riverboat, 1971).
- Sue espressioni sono diventate di uso comune, come ad esempio la sua opinione sulle statistiche (Le bugie, le sfacciate bugie, e le statistiche) o aforismi come "Scelgo il paradiso per il clima e l'inferno per la compagnia.";
- Mark Twain compare in un episodio doppio della serie TV di fantascienza Star Trek - The Next Generation dal titolo Un mistero dal passato (Time's Arrow, 1992), ambientato all'epoca dello scrittore. Interpretato da Jerry Hardin, viene rappresentato come un anziano impiccione che inizialmente scambia i componenti dell'Enterprise D per una minaccia per il genere umano, ma che poi aiuta nel completare la missione. Trasferito nel XXIV secolo, ha modo di visitare l'Enterprise D e conoscere tutti progressi fatti dall'umanità nel corso di cinque secoli.
- Compare in un episodio della serie poliziesca I misteri di Murdoch dal titolo Obiettivo Twain (2021), in cui è impersonato da William Shatner.
- È uno dei protagonisti del romanzo fantastico Londra tra le fiamme (Flaming London, 2006) dello scrittore statunitense Joe R. Lansdale.

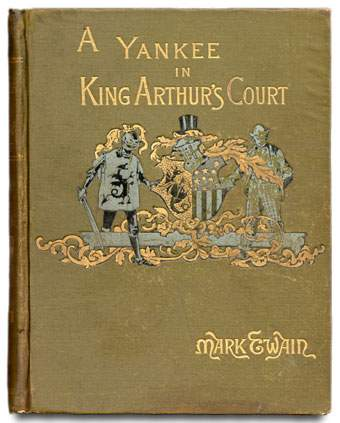
Copertina di Un Americano alla corte di re Artù, 1889

## Opere

### Romanzi
- L'età dell'oro (The Gilded Age: A Tale of Today), 1873, (in collaborazione con Charles Dudley Warner)
- Le avventure di Tom Sawyer (The Adventures of Tom Sawyer), 1876
- Il principe e il povero (The Prince and the Pauper), 1881
- Vita sul Mississippi (Life on the Mississippi), 1883
- Le avventure di Huckleberry Finn (The Adventures of Huckleberry Finn), 1884
  - trad. di Francesco Franconeri, Mattioli 1885, Fidenza 2012
- Un americano alla corte di re Artù (A Connecticut Yankee in King Arthur's Court), 1889
- Il pretendente americano (The American Claimant), 1892
  - trad. Livio Crescenzi, Mattioli 1885, Fidenza 2014
- Tom Sawyer all'estero (Tom Sawyer Abroad), 1894
- Wilson lo svitato (The Tragedy of Pudd'n'head Wilson), 1894
- La vita e il processo a Giovanna d'Arco (Personal Recollections of Joan of Arc), 1896, romanzo biografico
- Il diario di Adamo ed Eva (Eve's Diary), 1905
- Huck Finn e Tom Sawyer fra gli Indiani (Huck Finn and Tom Sawyer among the Indians) (incompiuto)
- Lettere dalla Terra (Letters from the Earth), 1909, pubblicato postumo
- Lo straniero misterioso (No. 44, The Mysterious Stranger), 1916, pubblicato postumo, da alcuni ritenuto spurio
  - trad. Livio Crescenzi, Mattioli 1885, Fidenza 2016 ISBN 978-88-6261-598-3

### Articoli, racconti e altro
- The Dandy Frightening the Squatter, 1852, articolo
- Historical Exhibition--A No. 1 Ruse, 1852, articolo
- Editorial Agility, 1852, articolo
- Blabbing Government Secrets!, 1852, articolo
- River Intelligence, 1859, articolo
- Ghost Life on the Mississippi, 1861, schizzo
- Letter from Carson City, 1863, articolo
- Ye Sentimental Law Student, 1863, schizzo
- All About the Fashions, 1863, articolo
- Letter from Steamboat Springs, 1863, articolo
- The Lick House Ball, 1863, articolo
- The Great Prize Fight, 1863, articolo
- A Bloody Massacre Near Carson, 1863, articolo
- "Ingomar" Over the Mountains, 1863, articolo
- Curing Cold, 1864, articolo 
  trad. Livio Crescenzi, Curare il raffreddore, in Favole erudite per vecchi bambini, Mattioli 1885, 2017
- Miss Clapp's School, 1864
- Doings in Nevada, 1864
- Those Blasted Children, 1864
- Washoe -- "Information Wanted", 1864
- The Evidence in the Case of Smith vs. Jones, 1864, schizzo
- Whereas, 1864
- A Touching Story of George Washington's Boyhood, 1864
- The Killing of Julius Caesar "Localized", 1864, racconto 
  trad. Livio Crescenzi, L'esatta "localizzazione" del punto dov'è stato ucciso Giulio Cesare, in Come andarono i fatti, Mattioli 1885, 2016
- The Aurelia's Unfortunate Young Man, 1864, racconto 
  trad. Livio Crescenzi, Come andarono i fatti a proposito dello sfortunato giovanotto d'Aurelia, in Come andarono i fatti, Mattioli 1885, 2016
- Lucretia Smith's Soldier, 1864
- Important Correspondence, 1865, articolo
- Answers to Correspondents, 1865, articolo
- Advice for Good Little Boys, 1865
- Advice for Good Little Girls, 1865
- Just "One More Unfortunate", 1865
- Real Estate versus Imaginary Possessions, Poetically Considered, 1865
- Jim Smiley and His Jumping Frog, 1865
- "Mark Twain" on the Launch of the Steamer "Capital", 1865
- The Pioneers' Ball, 1865
- Uncle Lige, 1865
- A Rich Epigram, 1865
- Macdougall vs. Maguire, 1865
- The Christmas Fireside, 1865
- Journalism in Tennessee, ca. 1865, racconto 
  trad. Livio Crescenzi, Giornalismo in Tennessee, in Come andarono i fatti, Mattioli 1885, 2016
- My First Literary Venture, ca. 1865, racconto 
  trad. Livio Crescenzi, La mia prima avventura letteraria, in Come andarono i fatti, Mattioli 1885, 2016
- Policeman's Presents, 1866
- What Have the Police Been Doing?, 1866
- The Spiritual Seance, 1866
- A New Biography of Washington, 1866
- Reflections on the Sabbath, 1866
- The Celebrated Jumping Frog of Calaveras County (Il celebre ranocchio saltatore della Contea di Calaveras), 1867, racconto
- Barnum's First Speech in Congress, 1867
- Female Suffrage: Views of Mark Twain, 1867
- Female Suffrage, 1867
- Official Physic, 1867
- A Reminiscence of Artemus Ward, 1867
- Jim Wolf and the Tom-Cats, 1867
- Information Wanted, 1867
- My Late Senatorial Secretaryship, 1867, racconto 
  trad. Livio Crescenzi, Com'è che fui licenziato da segretario privato di un senatore, in Come andarono i fatti, Mattioli 1885, 2016
- Science vs. Luck, 1867, racconto 
  trad. Livio Crescenzi, Come andarono i fatti nel processo Scienza versus Fortuna, in Come andarono i fatti, Mattioli 1885, 2016
- Woman--an Opinion, 1868
- General Washington's Negro Body-Servant, 1868, racconto
- Colloquy Between a Slum Child and a Moral Mentor, 1868
- The Story of Mamie Grant, the Child-Missionary, 1868, schizzo
- Cannibalism in the Cars (Cannibalismo in ferrovia), 1868, racconto
- Private Habits of Horace Greeley, 1868
- Concerning Gen. Grant's Intentions, 1868
- Open Letter to Com. Vanderbilt, 1869
- Mr. Beecher and the Clergy, 1869
- Personal Habits of the Siamese Twins, 1869
- A Day at Niagara, 1869, racconto
- A Fine Old Man, 1869
- The Last Words of Great Men, 1869
- Legend of the Capitoline Venus, 1869, racconto
- Getting My Fortune Told, 1869
- Back from "Yurrup", 1869
- Innocents Abroad or The New Pilgrims' Progress (Gli innocenti all'estero), 1869, reportage di viaggio, tra cui:
  - Viaggio in Terra Santa
- How The Author Was Sold in Newark, ca. 1869, racconto 
  trad. Livio Crescenzi, Come l'autore fu ingannato in Newark, in Come andarono i fatti, Mattioli 1885, 2016
- A Mysterious Visit (Una visita misteriosa), 1870, racconto
- The Facts in the Great Land-Slide Case, 1870
- Petrified Man, 1870, racconto 
  trad. Livio Crescenzi, Come andarono i fatti a proposito dell'uomo pietrificato, in Come andarono i fatti, Mattioli 1885, 2016
- The Facts in the Great Beef Contract, 1870, racconto 
  trad. Livio Crescenzi, Come andarono i fatti a proposito del gran contratto della carne di manzo in scatola, in Come andarono i fatti, Mattioli 1885, 2016
- The Judge's "Spirited Woman", 1870, racconto 
  trad. Livio Crescenzi, Il giudice e il racconto della "ragazza focosa", in Come andarono i fatti, Mattioli 1885, 2016
- The Facts Concerning the Recent Resignation, 1870, racconto 
  trad. Livio Crescenzi, Come andarono i fatti a proposito delle mie recenti dimissioni, in Come andarono i fatti, Mattioli 1885, 2016
- How I Edited an Agricultural Paper Once, 1870, racconto 
  trad. Livio Crescenzi, Com'è che diressi un giornale per agricoltori, in Come andarono i fatti, Mattioli 1885, 2016
- Running for Governor, 1870, racconto 
  trad. Livio Crescenzi, Com'è che partecipai all'elezione per governatore, in Come andarono i fatti, Mattioli 1885, 2016
- My Bloody Massacre, 1870, racconto 
  trad. Livio Crescenzi, Come andarono i fatti a proposito del mio sanguinoso massacro, in Come andarono i fatti, Mattioli 1885, 2016
- The Undertakers' Chat, 1870, racconto 
  trad. Livio Crescenzi, Le chiacchiere di un impresario di pompe funebri, in Come andarono i fatti, Mattioli 1885, 2016
- The New Crime, 1870, racconto 
  trad. Livio Crescenzi, Un nuovo reato. Si rende necessaria una legge, in Favole erudite per vecchi bambini, Mattioli 1885, 2017
- A Curious Dream Containing a Moral, 1870, racconto 
  trad. Livio Crescenzi, Un sogno curioso contenente una morale, in Favole erudite per vecchi bambini, Mattioli 1885, 2017
- A Ghost Story, 1870, racconto 
  trad. Livio Crescenzi, Storia di un fantasma, in Favole erudite per vecchi bambini, Mattioli 1885, 2017
- The Late Benjamin Franklin, 1870, racconto 
  trad. Livio Crescenzi, Il compianto Benjamin Franklin, in Favole erudite per vecchi bambini, Mattioli 1885, 2017
- "Blind Letter", ?, racconto 
  trad. Livio Crescenzi, Divisione "Lettere al buio" - Ufficio postale di Londra, in Favole erudite per vecchi bambini, Mattioli 1885, 2017
- First Interview with Artemus Ward, 1870, racconto 
  trad. Livio Crescenzi, La prima volta che incontrai Artemus Ward, in Favole erudite per vecchi bambini, Mattioli 1885, 2017
- About Smells, 1870
- The Story of the Good Little Boy Who Did Not Prosper (Storia del ragazzino buono), 1870, racconto
- Disgraceful Persecution of a Boy, 1870
- Misplaced Confidence, 1870
- Our Precious Lunatic, 1870
- A Couple of Sad Experiences, 1870
- Breaking It Gently, 1870
- Post-Mortem Poetry, 1870
- Wit-Inspirations of the "Two-Year-Olds", 1870
- Report to the Buffalo Female Academy, 1870
- The "Tournament" in A.D. 1870, 1870
- Unburlesquable Things, 1870
- A Memory, 1870
- Domestic Missionaries Wanted, 1870
- Political Economy, 1870, racconto
- John Chinaman in New York, 1870
- The Noble Red Man, 1870
- The Approaching Epidemic, 1870
- A Royal Compliment, 1870
- Goldsmith's Friend Abroad Again, 1870
- Map of Paris, 1870
- Riley--Newspaper Correspondent, 1870
- A Reminiscence of the Back Settlements, 1870
- A General Reply, 1870
- Dogberry in Washington, 1870
- My Watch--An Instructive Little Tale (Il mio orologio), 1870, racconto
- Memoranda, antologia dalla rubrica mensile su "The Galaxy", 1871, non autorizzata dall'autore
- The Case of George Fisher, 1871 
  trad. Livio Crescenzi, Come andarono i fatti a proposito di George Fisher, deceduto, in Come andarono i fatti, Mattioli 1885, 2016
- The Tone-Imparting Committee, 1871
- The Danger of Lying in Bed, 1871
- One of Mankind's Bores, 1871
- The Indignity Put upon the Remains of George Holland by the Rev. Mr. Sabine, 1871
- A Substitute for Rulloff, 1871
- About Barbers, 1871
- A Brace of Brief Lectures on Science, 1871
- The Revised Catechism, 1871
- The Curious Republic of Gondour and Other Whimsical Sketches, 1871, raccolta di schizzi e racconti, contiene: The Curious Republic of Gondour - A Memory - Introductory to "Memoranda" - About Smells - A Couple of Sad Experiences - Dan Murphy - The "Tournament" in A.D. 1870 - Curious Relic for Sale - A Reminiscence of the Back Settlements - A Royal Compliment - The Approaching Epidemic - The Tone-Imparting Committee - Our Precious Lunatic - The European War - The Wild Man Interviewed - Last Words of Great Men
- Roughing It (In cerca di guai), 1872, viaggio dal Mississippi a Las Vegas, include i racconti:
  - Buck Fanshaw's Funeral
  - The Story of the Old Ram
  - Tom Quartz
  - A Trial
  - The Trials of Simon Erickson
- The Secret of Dr. Livingston's Continued Voluntary Exile, 1872
- How I Escaped Being Killed in a Duel, 1872
- Poor Little Stephen Girard, 1873
- Foster's Case, 1873
- License of the Press, 1873
- Fourth of July Speech in London, 1873, articolo
- The Shah of Persia, 1873, reportage
- The Ladies, 1873
- Those Annual Bills, 1874
- The Temperance Insurrection, 1874
- Rogers, 1874
- A Curious Pleasure Excursion (Una curiosa escursione di piacere), 1874
- A True Story, Repeated Word for Word as I Heard It, 1874, racconto 
  trad. Livio Crescenzi, Una storia vera. Ripetuta parola per parola come mi è stata raccontata, in Come andarono i fatti, Mattioli 1885, 2016
- An Encounter with an Interviewer, 1874, articolo
- The Widow's Protest, 1874, racconto 
  trad. Livio Crescenzi, La protesta della vedova, in Come andarono i fatti, Mattioli 1885, 2016
- The "Jumping Frog." In English. Then in French. Then clawed back into a civilized language once more, by patient, unremunerated toil, 1875, racconto
- Experience of the McWilliamses with Membranous Croup, 1875, racconto
- Some Learned Fables, for Good Old Boys and Girls, 1875, racconto 
  trad. Livio Crescenzi, Alcune favole erudite per buoni vecchi bambini e buone vecchie bambine, in Favole erudite per vecchi bambini, Mattioli 1885, 2017
- Petition Concerning Copyright, 1875
- "Party Cries" in Ireland, 1875
- The Curious Republic of Gondour, 1875
- Lionizing Murderers (Incoraggiamento agli assassini), 1875, racconto
- A Literary Nightmare, 1876
- The Facts Concerning the Recent Carnival of Crime in Connecticut (A proposito del recente festival del delitto nel Connecticut), 1876
- The Siamese Twins, 1876, racconto 
  trad. Livio Crescenzi, I gemelli siamesi, in Come andarono i fatti, Mattioli 1885, 2016
- 1601. Conversation, as it Was by the Social Fireside, in the Time of the Tudors (L'uso dei trattenimenti alla domestica, secondo l'uso dei Tudor), 1876 ma pubblicato nel 1925, racconto
- The Canvasser's Tale, 1876, racconto
- The Oldest Inhabitant--The Weather of New England, 1876, articolo
- Old Times on the Mississippi, 1876, reportage da "The Atlantic Monthly"
- A True Story and the Recent Carnival of Crime, 1876, raccolta di racconti
- A Murder, a Mystery, and a Marriage, 1876, racconto pubblicato postumo nel 1945 e nel 2001
- Francis Lightfoot Lee, 1877
- My Military History, 1877
- The Captain's Story, 1877
- The Invalid's Story, 1877 e 1882, racconto 
  trad. Sebastiano Pezzani, La storia dell'invalido, in Come raccontare una storia e l'arte di mentire, Mattioli 1885, 2007
- Whittier Birthday Speech, 1877
- Some rambling notes of an idle excursion, 1877
- The Loves of Alonzo Fitz Clarence and Rosannah Ethelton, 1878, racconto
- Punch, Brothers, Punch! and other Sketches, 1878, raccolta di schizzi e racconti
- Farewell Banquet for Bayard Taylor, 1878
- About Magnanimous-Incident Literature, 1878
- The Great Revolution in Pitcairn (La grande rivoluzione di Pitcairn), 1879
- A Medieval Romance, 1879, racconto 
  trad. Livio Crescenzi, Romanzo medievale, Mattioli 1885, 2017
- Some Thought on the Science of Onanism, 1879
- A Presidential Candidate, 1879
- The Babies. As They Comfort Us in Our Sorrows, Let Us Not Forget Them in Our Festivities, 1879
- The New Postal Barbarism, 1879
- Postal Matters, 1879
- The Loves of Alonzo Fitz Clarence and Rosannah Ethelton and Other Stories, 1879, raccolta di racconti, contiene:  The Loves of Alonzo Fitz Clarence and Rosannah Ethelton - On the Decay of the Art of Lying - About Magnanimous-Incident Literature - The Grateful Poodle - The Benevolent Author - The Grateful Husband - Punch, Brothers, Punch - The Great Revolution in Pitcairn - The Canvasser's Tale - An Encounter with an Interviewer - Paris Notes - Legend of Sagenfeld, In Germany - Speech on the Babies (Dissertazione sui neonati) - Speech on the Weather - Concerning the American Language - Rogers
- A Telephonic Conversation, 1880
- Reply to a Boston Girl, 1880
- Edward Mills and George Benton: A Tale, 1880, racconto
- Mrs. McWilliams and the Lightning (La signora McWilliams e il fulmine), 1880, racconto
- "Millions In It", 1880
- A Cat Tale, 1880
- A Tramp Abroad, 1880, reportage di viaggio, che include i racconti:
  - The Man Who Put Up at Gadsby's
  - What Stumped the Bluejays
- A Curious Experience (Un'esperienza curiosa), 1881, racconto
- The Benefit of Judicious Training, 1881
- Dinner Speech in Montreal, 1881
- Plymouth Rock and the Pilgrims, 1881
- Etiquette, 1881
- Mark Twain's Sketches New and Old Now First Published in Complete Form, 1882, raccolta di schizzi e racconti 
  trad. Livio Crescenzi in 4 volumi, Mattioli 1885, 2016-2017
- Advice to Youth, 1882
- The Stolen White Elephant, 1882, racconto
- On the Decay of the Art of Lying, 1882, saggio 
  trad. Sebastiano Pezzani, Sul decadimento dell'arte di mentire, in Come raccontare una storia e l'arte di mentire, Mattioli 1885, 2007
- Concerning the American Language, 1882
- Woman--God Bless Her, 1882
- The McWilliamses and the Burglar Alarm, 1882, racconto
- Life on the Mississippi (Vita sul Mississippi), 1883, racconto autobiografico, che include i racconti:
  - A Burning Brand
  - A Dying Man's Confession
  - The Professor's Yarn
- On Adam, 1883
- Why a Statue of Liberty When We Have Adam!, 1883
- Turncoats, 1884
- Mock Oration on the Dead Partisan, 1884, articolo
- The Character of Man, 1885
- On Speech-Making Reform, 1885
- The Private History of a Campaign that Failed (Storia privata d'una campagna militare che fallì), 1885
- The New Dynasty, 1886
- Our Children, 1886
- Taming the Bicycle, 1886
- Letter from the Recording Angel, 1877
- Dinner Speech: General Grant's Grammar, 1877
- Consistency, 1877
- Post-Prandial Oratory, 1877
- A Petition to the Queen of England, 1877
- American Authors and British Pirates, 1878
- Yale College Speech, 1889
- The Christening Yarn, 1889
- To Walt Whitman, 1889
- On Foreign Critics, 1890
- Reply to the Editor of "The Art of Authorship", 1890
- An Appeal Against Injudicious Swearing, 1890
- Luck, 1891, racconto
- Aix-les-Bains, 1891, reportage
- Bayreuth, 1891, reportage
- Playing Courier (Far da guida), 1891, reportage
- Mental Telegraphy, 1891, racconto 
  trad. Sebastiano Pezzani, Telegrafia mentale, ancora una volta, in Come raccontare una storia e l'arte di mentire, Mattioli 1885, 2007
- An Austrian Health Factory, 1892, reportage
- The Cradle of Liberty, 1892, reportage
- Merry Tales, 1892, raccolta di racconti
- Those Extraordinary Twins (I fratelli siamesi), 1892, racconto
- The $1.000.000 Bank-Note (La banconota da un milione di sterline), 1893, racconto
- About All Kinds of Ships, 1893
- The Californian's Tale, 1893, racconto
- Extracts from Adam's Diary, 1893
- The Diaries of Adam and Eve (Il diario di Adamo ed Eva), 1893 e 1905, racconto
- The Esquimau Maiden's Romance, 1893, racconto
- In Defense of Harriet Shelley, 1893, saggio
- Is He Living or Is He Dead?, 1893, racconto per la scena
- Travelling with a Reformer, 1893, articolo
- Concerning Tobacco, 1893, articolo
- Private History of the "Jumping Frog" Story, 1894
- Macfarlane, 1894
- What Paul Bourget Thinks of Us, 1895
- Fenimore Cooper's Literary Offences, 1895, saggio 
  trad. Sebastiano Pezzani, I crimini letterari di Fenimore Cooper, in Come raccontare una storia e l'arte di mentire, Mattioli 1885, 2007
- How to Tell a Story, 1895, saggio 
  trad. Sebastiano Pezzani, Come raccontare una storia, in Come raccontare una storia e l'arte di mentire, Mattioli 1885, 2007
- Tom Sawyer Detective, 1896, racconto
- Man's Place in the Animal World, 1896, saggio
- In Memoriam, 1897
- Which Was the Dream?, 1897
- Following the Equator (Seguendo l'Equatore. Un viaggio intorno al mondo), 1897, reportage di viaggio che include i racconti:
  - Cecil Rhodes and the Shark
  - The Joke That Made Ed's Fortune
  - A Story without an End
- A Word of Encouragement for Our Blushing Exiles, 1898
- About Play-Acting, 1898, saggio
- From the "London Times" of 1904, 1898
- My Platonic Sweetheart, 1898, ma pubblicato nel 1912, diario di un sogno da alcuni ritenuto vero
- The Great Dark, 1898
- Le avventure di un artista defunto. Una commedia in tre atti, 1898, ma pubblicato nel 2004
- Diplomatic Pay and Clothes, 1899
- Concerning the Jews (A proposito degli ebrei), 1899 ma ritrovato e pubblicato nel 1985
- Christian Science and the Book of Mrs. Eddy, 1899
- The Man Who Corrupted Hadleyburg (L'uomo che corruppe Hadleyburg), 1899, racconto
  - trad. di Nicola Manuppelli, Mattioli 1885, Fidenza 2010
- My First Lie and How I Got Out of It, 1899
- The Chicago of Europe, 1899, reportage
- The Cholera Epidemic in Hamburg, 1899, reportage
- Down the Rhône, 1899, reportage
- The Lost Napoleon, 1899, reportage
- The Man that Corrupted Hadleyburg and Other Stories, 1900, raccolta di racconti, contiene: The Man that Corrupted Hadleyburg - My First Lie, and How I Got Out of It - The Esquimaux Maiden's Romance - Christian Science and the Book of Mrs. Eddy - Is He Living or Is He Dead? - My Debut as a Literary Person - At the Appetite-Cure - Concerning the Jews - From the 'London Times' of 1904 - About Play-Acting - Travelling with a Reformer - Diplomatic Pay and Clothes - Luck - The Captain's Story - Stirring Times in Austria - Meisterschaft - My Boyhood Dreams - To the Above Old People - In Memoriam--Olivia Susan Clemens
- Some National Stupidities, 1900, reportage
- My Boyhood Dreams, 1900
- Introducing Winston S. Churchill, 1900
- A Salutation-Speech from the Nineteenth Century to the Twentieth, Taken Down in Short-Hand by Mark Twain, 1900, articolo 
  trad. Mario Maffi, Discorso di saluto del secolo XIX al secolo XX, in Contro l'imperialismo, Mattioli 1885, 2009
- To the Person Sitting in Darkness, 1901, saggio-articolo 
  trad. Mario Maffi, Alla Persona Che Vive nelle Tenebre, in Contro l'imperialismo, Mattioli 1885, 2009
- Battle Hymn of the Republic (Brought Down to Date), 1901, canzone 
  trad. Mario Maffi, Inno di Battaglia della Repubblica, in Contro l'imperialismo, Mattioli 1885, 2009
- As Regards Patriotism, 1901, saggio-articolo 
  trad. Mario Maffi, A proposito di patriottismo, in Contro l'imperialismo, Mattioli 1885, 2009
- The United States of Lyncherdom, 1901
- Edmund Burke on Croker and Tammany, 1901
- Two Little Tales (Due piccoli racconti), 1901
- Corn-Pone Opinions, 1901
- The Death Disk, 1901, racconto
- Edmund Burke on Croker and Tammany, 1901, satira politica
- Does the Race of Man Love a Lord?, 1902, saggio
- The Five Boons of Life, 1902, racconto
- Was It Heaven? Or Hell?, 1902, racconto
- The Dervish and the Offensive Stranger, 1902
- The Belated Russian Passport, 1902, racconto
- A Double-Barreled Detective Story, 1902, racconto
  - Detective story a doppio fondo, trad. di Livio Crescenzi, Mattioli 1885, Fidenza 2014 ISBN 978-88-6261-413-9
- Why Not Abolish It?, 1903, saggio
- Mark Twain, Able Yachtsman, on Why Lipton Failed to Lift the Cup, 1903
- A Dog's Tale, 1903, racconto
- "Was the World Made for Man?", 1903, saggio
- Italian Without a Master, 1904
- Saint Joan of Arc, 1904, articolo
- The $30.000 Bequest, 1904, racconto
- Concerning Copyright, 1905, saggio
- Adam's Soliloquy, 1905
- The Czar's Soliloquy, 1905, saggio-racconto 
  trad. Mario Maffi, Il soliloquio dello Zar, in Contro l'imperialismo, Mattioli 1885, 2009
- Dr. Loeb's Incredible Discovery, 1905
- The War Prayer, 1905, saggio-racconto 
  trad. Mario Maffi, La preghiera di guerra, in Contro l'imperialismo, Mattioli 1885, 2009
- A Humane Word from Satan, 1905
- Christian Citizenship, 1905
- King Leopold's Soliloquy: A Defense of His Congo Role, 1905, saggio-racconto 
  trad. Mario Maffi, Il soliloquio di re Leopoldo, in Contro l'imperialismo, Mattioli 1885, 2009
- A Helpless Situation, 1905
- Overspeeding, 1905
- In the Animal's Court, 1905
- Eve Speaks, 1905
- Seventieth Birthday Dinner Speech, 1905
- Old Age, 1905
- The $30,000 Bequest and Other Stories, 1906, raccolta di racconti, contiene:The $30,000 Bequest - A Dog's Tale - Was It Heaven? Or Hell? - A Cure for the Blues (Come curare la malinconia) - The Enemy Conquered or, Love Triumphant - The Californian's Tale - A Helpless Situation - A Telephonic Conversation - Edward Mills and George Benton: A Tale - The Five Boons of Life - The First Writing-machines - Italian without a Master - Italian with Grammar - A Burlesque Biography - How to Tell a Story - General Washington's Negro Body-servant - Wit Inspirations of the "Two-year-olds" - An Entertaining Article - A Letter to the Secretary of the Treasury - Amended Obituaries - A Monument to Adam - A Humane Word from Satan - Introduction to "The New Guide of the Conversation in Portuguese and English" - Advice to Little Girls - Post-mortem Poetry - The Danger of Lying in Bed - Portrait of King William III - Does the Race of Man Love a Lord? - Extracts from Adam's Diary - Eve's Diary
- The Gorky Incident, 1906
- William Dean Howells, 1906
- What is Man?, 1906
- Hunting the Deceitful Turkey, 1906
- What Is Man? and Other Essays, 1906, raccolta di saggi, contiene: What Is Man? (Che cosa è l'uomo?) - The Death of Jean - The Turning-Point of My Life - How to Make History Dates Stick - The Memorable Assassination - A Scrap of Curious History - Switzerland, the Cradle of Liberty - At the Shrine of St. Wagner - William Dean Howells - English as She Is Taught - A Simplified Alphabet - As Concerns Interpreting the Deity - Concerning Tobacco - The Bee - Taming the Bicycle - Is Shakespeare Dead? (Shakespeare è davvero morto?)
- A Horse's Tale, 1906, racconto lungo 
  trad. Livio Crescenzi, Autobiografia del cavallo di Buffalo Bill, Mattioli 1885, Fidenza 2013 ISBN 978-88-6261-383-5
- Hunting the Deceitful Turkey, 1906, racconto
- Dinner Speech at Annapolis, 1907
- Our Guest, 1907
- The Day we celebrate, 1907
- Little Nelly tells a story out of her own head, 1907
- Extract from Captain Stromfield's visit to Heaven (Viaggio in paradiso), 1907, racconto lungo
- Christian Science (Scienza cristiana), 1907, saggio
- Little Bessie, 1908, racconto
- The New Planet, 1909
- A Fable, 1909, racconto
- Is Shakespeare Dead? From My Autobiography, 1909, racconto lungo 
  trad. Sebastiano Pezzani, Shakespeare è davvero morto?, Mattioli 1885, 2007
- Queen Victoria Jubilee, 1910, reportage pubblicato postumo
- Stirring Times in Austria, 1901, reportage pubblicato postumo
- "The Turning Point of My Life", 1901, articolo pubblicato postumo
- Speeches, 1910 e 1923, conferenze pubblicate postume, contiene: Introduction - Preface - The Story of a Speech - Plymouth Rock and the Pilgrims - Compliments and Degrees - Books, Authors, and Hats - Dedication Speech - Die Schrecken Der Deutschen Sprache - The Horrors of the German Language - German for the Hungarians - A New German Word - Unconscious Plagiarism - The Weather - The Babies - Our Children and Great Discoveries - Educating Theatre-Goers - The Educational Theatre - Poets As Policemen - Pudd'nhead Wilson Dramatized - Daly Theatre - The Dress of Civilized Woman - Dress Reform and Copyright - College Girls - Girls - The Ladies - Woman's Press Club - Votes for Women - Woman-An Opinion - Advice to Girls - Taxes and Morals - Tammany and Croker - Municipal Corruption - Municipal Government - China and the Philippines - Theoretical and Practical Morals - Layman's Sermon - University Settlement Society - Public Education Association - Education and Citizenship - Courage - The Dinner to Mr. Choate - On Stanley and Livingstone - Henry M. Stanley - Dinner to Mr. Jerome - Henry Irving - Dinner to Hamilton W. Mabie - Introducing Nye and Riley - Dinner to Whitelaw Reid - Rogers and Railroads - The Old-Fashioned Printer - Society of American Authors - Reading-Room Opening - Literature - Disappearance of Literature - The New York Press Club Dinner - The Alphabet and Simplified Spelling - Spelling and Pictures - Books and Burglars - Authors' Club - Booksellers - "Mark Twain's First Appearance" - Morals and Memory - Queen Victoria - Joan of Arc - Accident Insurance--Etc. - Osteopathy - Water-Supply - Mistaken Identity - Cats and Candy - Obituary Poetry - Cigars and Tobacco - Billiards - The Union Right or Wrong? - An Ideal French Address - Statistics - Galveston Orphan Bazaar - San Francisco Earthquake - Charity and Actors - Russian Republic - Russian Sufferers - Watterson and Twain as Rebels - Robert Fulton Fund - Fulton Day, Jamestown - Lotos Club Dinner in Honor of Mark Twain - Copyright - In Aid of the Blind - Dr. Mark Twain, Farmeopath - Missouri University Speech - Business - Carnegie the Benefactor - On Poetry, Veracity, and Suicide - Welcome Home - An Undelivered Speech - Sixty-Seventh Birthday - To the Whitefriars - The Ascot Gold Cup - The Savage Club Dinner - General Miles and the Dog - When in Doubt, Tell the Truth - The Day We Celebrate - Independence Day - Americans and the English - About London - Princeton - The St. Louis Harbor-Boat "Mark Twain" - Seventieth Birthday
- Letters, 2 voll., 1917, lettere a cura di Albert Bigelow Paine
- Europe and Elsewhere, 1923, raccolta di viaggi
- Mark Twain's Autobiography (Autobiografia), 2 voll. 1924 e 1959, non conclusa e pubblicata postuma
- Works, 37 voll., 1929 e seguenti, raccolta delle opere
- Mark Twain's Notebook, 1935, appunti
- Letters from the Sandwich Islands, 1938, scelta di lettere
- The Love Letters of Mark Twain, 1949, scelta di lettere
- Twain-Howells Letters, 1960
- Letters to Mary, 1962
- The Forgotten Writings of Mark Twain (Scritti segreti), 1967
- Works, 1974 e seguenti

### Antologie che contengono suoi scritti
- Le frontiere dell'allegria Tutte le novelle e i racconti umoristici, traduzione italiana a cura di Enzo Lo Dato, Presentazione di Gianni Rodari, Ugo Mursia Editore 1963
- Gli eroi dell'ombra. Antologia della letteratura di spionaggio, 1981, Arnoldo Mondadori Editore
contenente il racconto Una curiosa avventura
- Come raccontare una storia e l'arte di mentire, Mattioli 1885, Fidenza 2007 traduzione di Sebastiano Pezzani ISBN 978-88-89397-85-5
  contiene Come raccontare una storia, La storia dell'invalido, Telegrafia mentale, ancora una volta, Sul decadimento dell'arte di mentire e I crimini letterari di Fenimore Cooper
- Contro l'imperialismo, Mattioli 1885, Fidenza 2009 traduzione di Mario Maffi ISBN 978-88-6261-061-2
  contiene Discorso di saluto del secolo XIX al secolo XX, Alla Persona Che Vive nelle Tenebre, Inno di Battaglia della Repubblica, A proposito di patriottismo, Il soliloquio dello Zar, La preghiera di guerra e Il soliloquio di re Leopoldo
- Il racconto del becchino e altre storie, traduzione italiana a cura di Valentina Piovani, Introduzione di Alessandro Portelli, Editori Riuniti 2010.
- Come andarono i fatti, Mattioli 1885, Fidenza 2016 traduzione di Livio Crescenzi ISBN 978-88-6261-579-2
  contiene Giornalismo in Tennessee, La mia prima avventura letteraria, Come l'autore fu ingannato in Newark, Come andarono i fatti a proposito del gran contratto della carne di manzo in scatola, Come andarono i fatti a proposito di George Fisher, deceduto, Il giudice e il racconto della "ragazza focosa", Com'è che fui licenziato da segretario privato di un senatore, Come andarono i fatti nel processo Scienza versus Fortuna, L'esatta "localizzazione" del punto dov'è stato ucciso Giulio Cesare, La protesta della vedova, Una storia vera. Ripetuta parola per parola come mi è stata raccontata, I gemelli siamesi, Com'è che diressi un giornale per agricoltori, Come andarono i fatti a proposito dell'uomo pietrificato, Come andarono i fatti a proposito del mio sanguinoso massacro, Le chiacchiere di un impresario di pompe funebri, Come andarono i fatti a proposito dello sfortunato giovanotto d'Aurelia, Come andarono i fatti a proposito delle mie recenti dimissioni e Com'è che partecipai all'elezione per governatore
- Cannibalismo in treno, Mattioli 1885, Fidenza 2017 traduzione di Livio Crescenzi ISBN 978-88-6261-607-2
- Storia del ragazzino cattivo, Mattioli 1885, Fidenza 2017 traduzione di Livio Crescenzi ISBN 978-88-6261-650-8
- Favole erudite per vecchi bambini, Mattioli 1885, 2017 ISBN 978-88-6261-656-0
  contiene Alcune favole erudite per buoni vecchi bambini e buone vecchie bambine, Romanzo medievale, Un nuovo reato. Si rende necessaria una legge, Un sogno curioso contenente una morale, Storia di un fantasma, Il compianto Benjamin Franklin, Divisione "Lettere al buio" - Ufficio postale di Londra, La prima volta che incontrai Artemus Ward e Curare il raffreddore
- Nuova Tèchne n. 26, a cura di Paolo Albani, Quodlibet, Macerata 2017 
  contiene Lo sfortunato giovane di Aurelia.
- Addomesticare la bicicletta, Mattioli 1885, Fidenza 2019 a cura di Livio Crescenzi ISBN 978-88-6261-712-3
- Verso Nazareth, Mattioli 1885, Fidenza 2019 traduzione di Livio Crescenzi ISBN 978-88-6261-711-6
- Ritorno a Costantinopoli, Mattioli 1885, Fidenza 2019 traduzione di Livio Crescenzi ISBN 978-88-6261-713-0
- La svolta decisiva, Mattioli 1885, Fidenza 2019 traduzione di Livio Crescenzi ISBN 978-88-6261-698-0
- In questa Italia che non capisco, Mattioli 1885, Fidenza 2019 traduzione di Livio Crescenzi ISBN 978-88-6261-695-9
- Finalmente Parigi, Mattioli 1885, Fidenza 2019 traduzione di Livio Crescenzi ISBN 978-88-6261-694-2
- Consigli alle bambine, Mattioli 1885, Fidenza 2018 traduzione di Livio Crescenzi ISBN 978-88-6261-678-2
- Del pericolo di rimanere a letto, Mattioli 1885, Fidenza 2018 ISBN 978-88-6261-669-0
- La mia avventura nel West, Mattioli 1885, Fidenza 2018 traduzione di Livio Crescenzi ISBN 978-88-6261-665-2
- Ritorno in Italia, Mattioli 1885, Fidenza 2017 traduzione di Livio Crescenzi ISBN 978-88-6261-640-9
- La banconota da un milione di sterline, Mattioli 1885, Fidenza 2015 traduzione di Livio Crescenzi ISBN 978-88-6261-496-2
- Tom Sawyer, detective, Mattioli 1885, Fidenza 2015 traduzione Livio Crescenzi ISBN 978-88-6261-484-9
- Il furto dell'elefante bianco, Mattioli 1885, Fidenza 2015 traduzione di Livio Crescenzi ISBN 978-88-6261-463-4
- Visite in Paradiso e istruzioni per l'Aldilà, Mattioli 1885, Fidenza 2014 traduzione di Livio Crescenzi ISBN 978-88-6261-425-2
- Wilson lo svitato e i Gemelli Straordinari, Mattioli 1885, Fidenza 2012 a cura di Livio Crescenzi e Silvia Zamagni ISBN 978-88-6261-305-7
- L'umorismo è la nostra salvezza, Mattioli 1885, Fidenza 2010 traduzione di Benedetto Montefiori e Marco Tueni ISBN 978-88-6261-139-8